# Lilliegren
Ränte- och proviantmästaren i Narva, Axel Kristersson, av den västfalska släkten Elephant, född 18 juli 1620 på Nyslott i Finland, död 28 oktober 1693, adlades den 26 maj 1683 under namnet Lilliegren. Av hans avkomlingar var de manliga släktmedlemmarna jurister och militärer till dess släkten dog ut på manssidan 1812. Släktens kvinnliga medlemmar antingen giftes in i andra nyadlade släkter eller giftes med stadstjänare eller statstjänstemän; genom dessa giften finns ett mycket stort antal avkomlingar av räntmästaren inom den finska och svenska adeln.
Karl XI skrev den 8 mars 1682 ett reskript till generalen och guvernören Martin Schultz till förmån dels för Axel Kristersson, dels för magistraten i Narva.
Förutom den adliga ätten nr 1050 finns flera borgerliga släkter Lilliegren. Som ett kuriosum kan nämnas att en Nils Lilliegren utvandrade omkring 1920 till Argentina. Hans son flyttade till Ecuador, och därför finns det Lilliegrenar i Sydamerika.